# 數位日晷

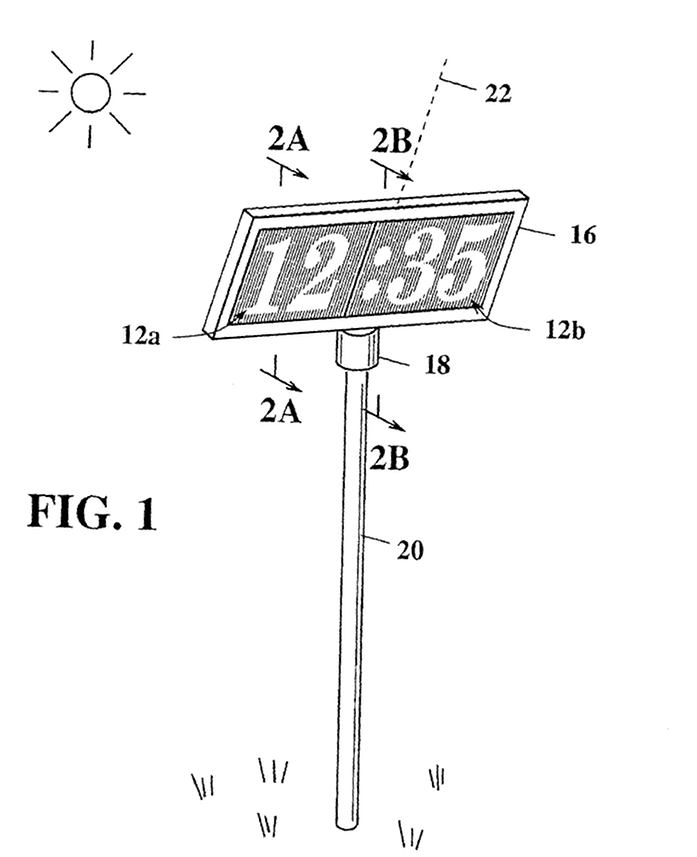
分形數位日晷的專利標記圖解。

數位日晷是一個時鐘，它經由照射它的陽光，以數位顯示當時的時間。如同傳統的日晷一樣，這種裝置完全是被動的，不包含任何活動的部位。它不使用電池，也沒有任何其它的能量來源。數值的變化由太陽在一天中的位置來推動。

## 技術
數位日晷有兩種基本的類型。一種是使用光學波導，而另一種的靈感來自分形幾何。

### 光纖日晷
陽光通過一條細縫進入裝置，隨著太陽的移動而推動。陽光照耀在線性分布的光學纖維通訊端傳輸到七段顯示器。每個通訊端的纖維連接到幾個部分，形成太陽的相對位置所對應的數值。

### 分形日晷

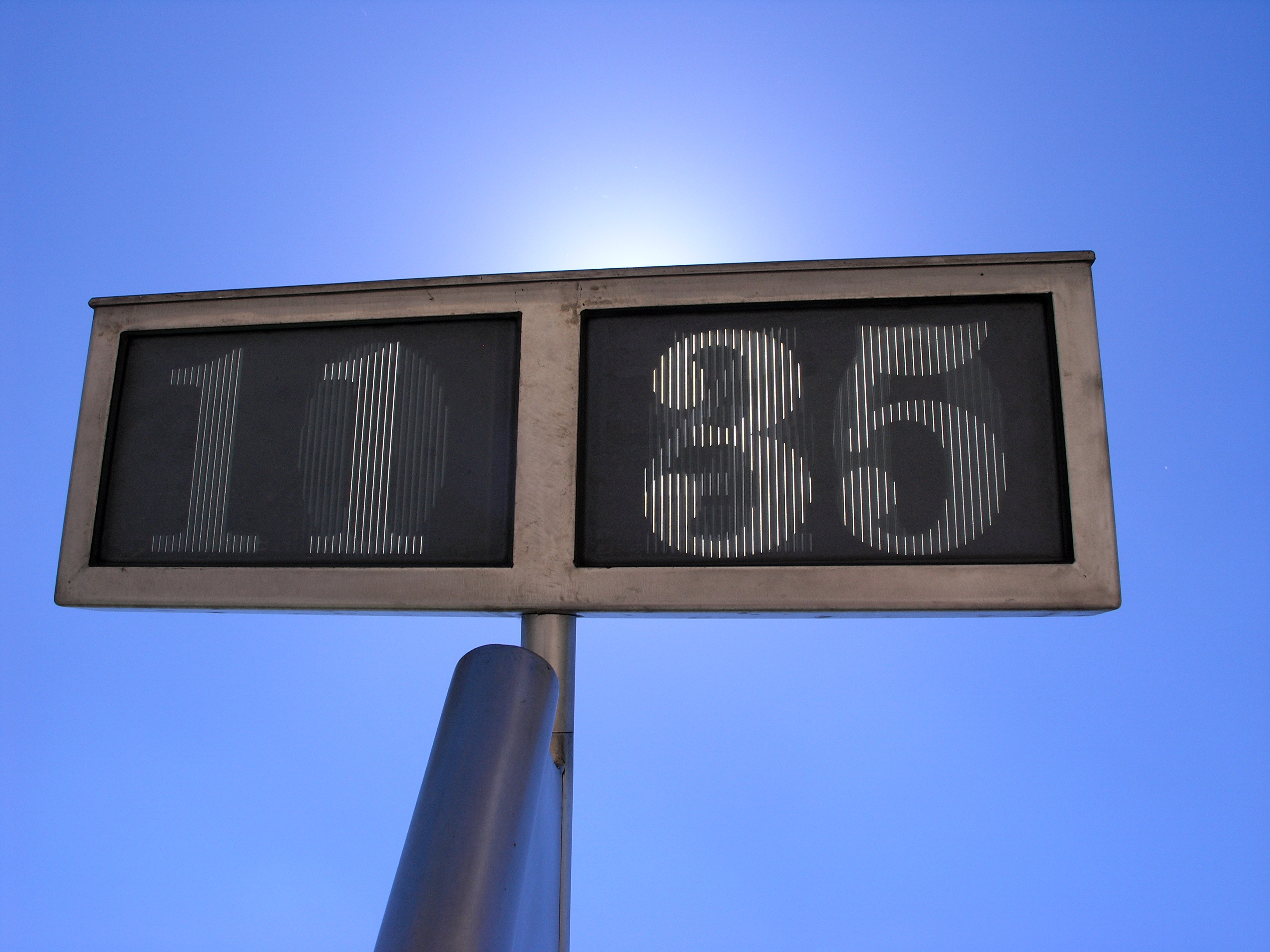
這個日晷是國際數位日晷，只使用兩個遮罩和一個有機玻璃層。

#### 應用
理論上，有可能建立產生陰影的數位形式遮罩，這樣就能顯示太陽移動的變化。這就是分形日晷。
這個定理在1987年被數學家Kenneth Falconer證實。四年後，數學家艾恩·史都華在科學美國人上發表。這種設備的第一個原型始建於1994年。在1998年，第一個分形日晷安裝在比利時林堡省的亨克市公共場所  。目前存在視窗和桌面兩種版本  。